# Стружец
Стружец је насељено место у општини Поповача, у Мославини, Хрватска, пре нове територијалне организације у саставу бивше велике општине Кутина.

## Становништво
На попису становништва 2011. године, Стружец је имао 687 становника.

## Попис1991.
На попису становништва 1991. године, насељено место Стружец је имало 858 становника, следећег националног састава:
| Попис 1991.‍  | Попис 1991.‍  | Попис 1991.‍ | Попис 1991.‍ | Попис 1991.‍ |
| ------------ | ------------ | ----------- | ----------- | ----------- |
|              |              |             |             |             |
| Хрвати       | Хрвати       |             | 817         | 95,22%      |
| Срби         | Срби         |             | 12          | 1,39%       |
| Италијани    | Италијани    |             | 2           | 0,23%       |
| Словенци     | Словенци     |             | 2           | 0,23%       |
| Муслимани    | Муслимани    |             | 1           | 0,11%       |
| неопредељени | неопредељени |             | 5           | 0,58%       |
| непознато    | непознато    |             | 19          | 2,21%       |
| укупно: 858  |              |             |             |             |